# Весилахти
Весилахти (фин. Vesilahti) — община в провинции Пирканмаа, Финляндия. Общая площадь территории — 353,94 км², из которых 52,99 км² — вода.

## Демография
На 31 января 2011 года в общине Весилахти проживают 4335 человек: 2239 мужчин и 2096 женщин.
Финский язык является родным для 98,67% жителей, шведский — для 0,18%. Прочие языки являются родными для 1,15% жителей общины.
Возрастной состав населения:
- до 14 лет — 24,18%
- от 15 до 64 лет — 60,6%
- от 65 лет — 15,46%

Изменение численности населения по годам:
| Год  | Численность |
| ---- | ----------- |
| 1980 | 3081        |
| 1990 | 3097        |
| 2000 | 3421        |
| 2010 | 4345        |
| 2011 | 4335        |